# 高天锡
高天錫，蒙古帝国汉族将领，辽阳人，高宣之子。
高天锡开始在忽必烈藩府为必阇赤（書記官），入宿卫，被親信。世祖中統二年（1261年），承袭父亲官职，为鹰坊都总管。中统四年（1263年）为燕京诸路奥鲁总管、按察副使，仍兼鷹坊都总管。高天錫劝丞相孛罗、左丞张文谦留意农桑、孛罗上奏忽必烈，忽必烈大喜，設立司农司。司农司設立後，高天錫担任中都山北道巡行劝农使、兼司农丞，不久改任司农少卿、巡行劝农使。历任户部侍郎、嘉議大夫、兵部尚书。去世后，追贈推忠保義功臣、太保、儀同三司、上柱国，追封营国公，谥庄懿。其子高谅。